# Termodynamisk potential
Et termodynamisk potential er inden for termodynamikken funktioner, der har dimensioner af energi, og som er defineret ud fra den indre energi. Disse funktioner formuleres, så de afhænger af andre variable, end den indre energi gør.
De termodynamiske potentialer kan benyttes til at udlede Maxwell-relationer.

## Motivation og eksempel
For et system, der kan udføre volumen-arbejde, er differentialet af den indre energi {\displaystyle U} givet ved:
{\displaystyle \mathrm {d} U=T\mathrm {d} S-p\mathrm {d} V}
hvor {\displaystyle T} er temperatur, og {\displaystyle p} er tryk. Den indre energi er altså en funktion af entropi {\displaystyle S} og volumen {\displaystyle V}:
{\displaystyle U=U(S,V)}
Mens volumen typisk er let at fastholde i et eksperiment, er det sværere at kontrollere entropien. Der er derfor brug for en ny energi-funktion, der ikke har entropien som variabel. Dette kan opnås ved at fratrække størrelse {\displaystyle TS}:
{\displaystyle F=U-TS}
hvor {\displaystyle F} er et termodynamisk potentiale kaldet Helmholtz fri energi. Differentialet er da:
{\displaystyle \mathrm {d} F=\mathrm {d} U-S\mathrm {d} T-T\mathrm {d} S}
Udtrykket for den indre energis differentiale indsættes:
{\displaystyle {\begin{aligned}\mathrm {d} F&=T\mathrm {d} S-p\mathrm {d} V-S\mathrm {d} T-T\mathrm {d} S\\\mathrm {d} F&=-p\mathrm {d} V-S\mathrm {d} T\end{aligned}}}
Det ses, at den frie energi er en funktion af volumen og temperatur:
{\displaystyle F=F(V,T)}
På samme fremgangsmåde kan uendeligt mange termodynamiske potentialer defineres. Udover Helmholtz fri energi er de mest brugbare bl.a. Gibbs fri energi og entalpien.